# Esteban de Luca (Buenos Aires)
Esteban de Luca é uma localidade do partido de Carlos Tejedor, da Província de Buenos Aires, na Argentina.